# Mobilier médiéval de la basilique Saint-Seurin
 (décembre 2021).
Si vous disposez d'ouvrages ou d'articles de référence ou si vous connaissez des sites web de qualité traitant du thème abordé ici, merci de compléter l'article en donnant les références utiles à sa vérifiabilité et en les liant à la section « Notes et références ».
 (décembre 2021).
La mise en forme du texte ne suit pas les recommandations de Wikipédia : il faut le « wikifier ».
Les points d'amélioration suivants sont les cas les plus fréquents :
- Les titres sont pré-formatés par le logiciel. Ils ne sont ni en capitales, ni en gras.
- Le texte ne doit pas être écrit en capitales (les noms de famille non plus), ni en gras, ni en italique, ni en « petit »…
- Le gras n'est utilisé que pour surligner le titre de l'article dans l'introduction, une seule fois.
- L'italique est rarement utilisé : mots en langue étrangère, titres d'œuvres, noms de bateaux, etc.
- Les citations ne sont pas en italique mais en corps de texte normal. Elles sont entourées par des guillemets français : « et ».
- Les listes à puces sont à éviter, des paragraphes rédigés étant largement préférés. Les tableaux sont à réserver à la présentation de données structurées (résultats, etc.).
- Les appels de note de bas de page (petits chiffres en exposant, introduits par l'outil «  Source ») sont à placer entre la fin de phrase et le point final[comme ça].
- Les liens internes (vers d'autres articles de Wikipédia) sont à choisir avec parcimonie. Créez des liens vers des articles approfondissant le sujet. Les termes génériques sans rapport avec le sujet sont à éviter, ainsi que les répétitions de liens vers un même terme.
- Les liens externes sont à placer uniquement dans une section « Liens externes », à la fin de l'article. Ces liens sont à choisir avec parcimonie suivant les règles définies. Si un lien sert de source à l'article, son insertion dans le texte est à faire par les notes de bas de page.
- La présentation des références doit suivre les conventions bibliographiques. Il est recommandé d'utiliser les modèles {{Ouvrage}}, {{Chapitre}}, {{Article}}, {{Lien web}} et/ou {{Bibliographie}}. Le mode d'édition visuel peut mettre en forme automatiquement les références.
- Insérer une infobox (cadre d'informations à droite) n'est pas obligatoire pour parachever la mise en page.

Pour une aide détaillée, merci de consulter Aide:Wikification.
Si vous pensez que ces points ont été résolus, vous pouvez retirer ce bandeau et améliorer la mise en forme d'un autre article.
Comme de nombreuses églises, la basilique Saint-Seurin a grandement été dépouillée de son mobilier médiéval. Malgré cela, certains éléments demeurent et permettent aujourd'hui d'en imaginer la richesse, comme les différents retables en albâtre du XVe siècle.

## Mobilier

### Les retables

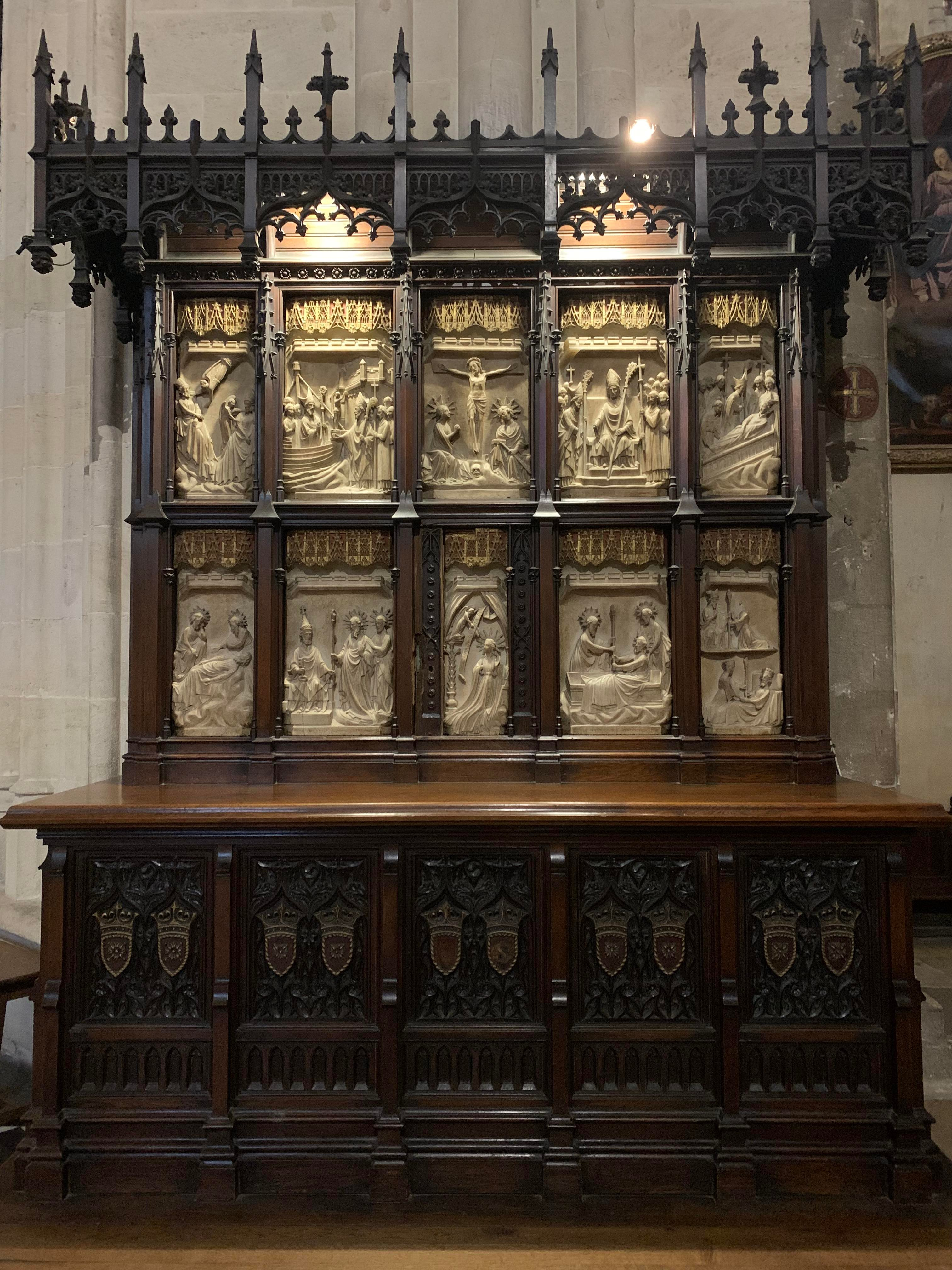
Ce retable relate la légende de saint Martial dans sa partie basse, envoyée par saint Pierre pour évangéliser l'Aquitaine. Il relate aussi l'histoire de saint Amand qui reçoit l'aide de saint Seurin à Bordeaux pour évangéliser.

L'un d'eux, consacré à la vie de la Vierge, demeure dans la chapelle de Notre-Dame de la Rose. Un autre retable du XVe siècle est remarquable : celui de l'autel majeur où est illustrée l'histoire de saint Seurin et la célèbre légende du bâton de saint Martial.

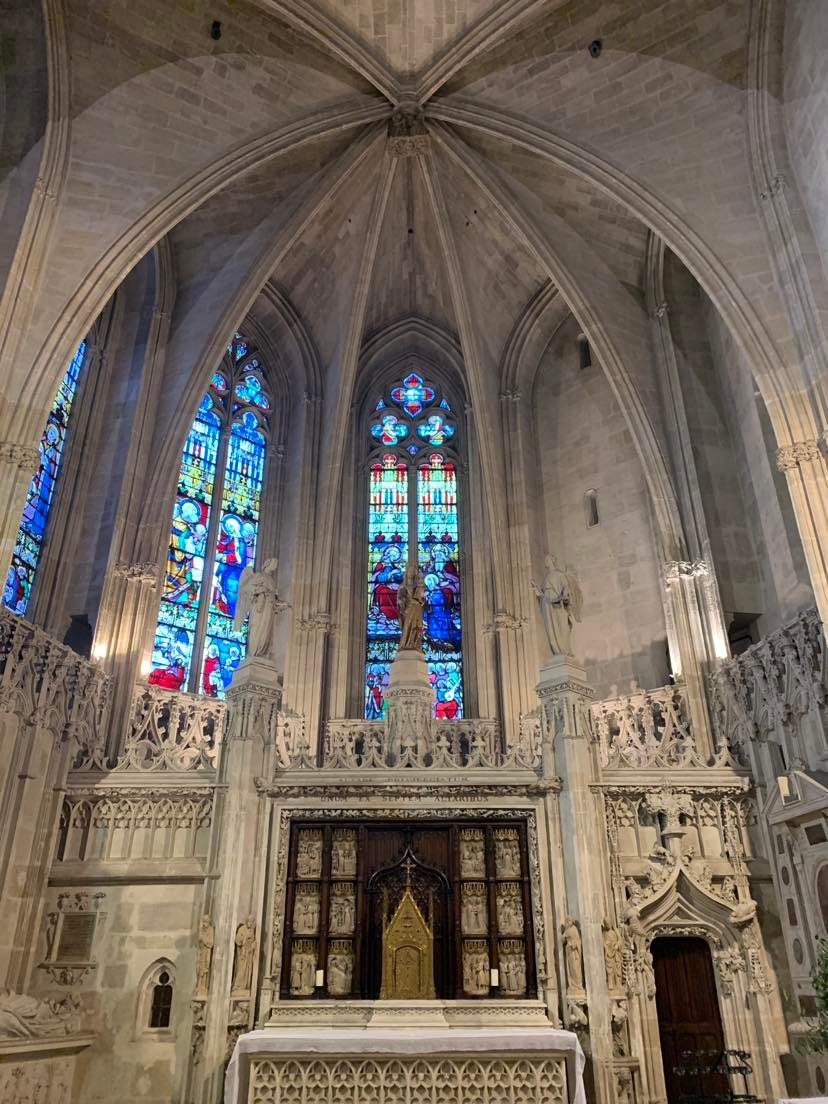
Ce retable en albâtre de manufacture anglaise retrace la vie de Marie.

### La chaire et siège épiscopaux de la basilique Saint-Seurin
Également datée du début XVe, l'église conserve une chaire épiscopale en pierre ouvragée qui possède encore aujourd'hui ses accoudoirs, son dossier et son dais. Il s'agit là d'un mobilier très significatif et précieux puisqu'elle était réservée au nouvel archevêque de Bordeaux qui, avant d'être officiellement nommé, devait prêter serment sur les reliques de saint Seurin.  

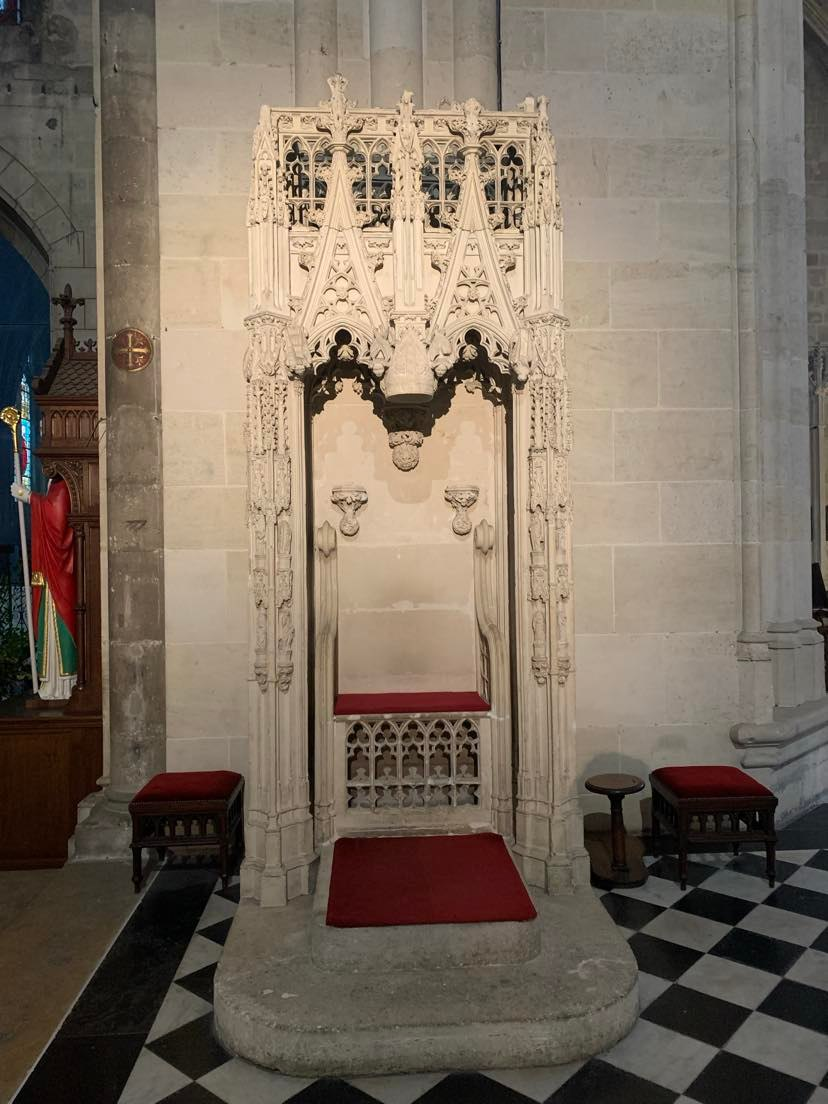
Siège épiscopal de Saint-Seurin

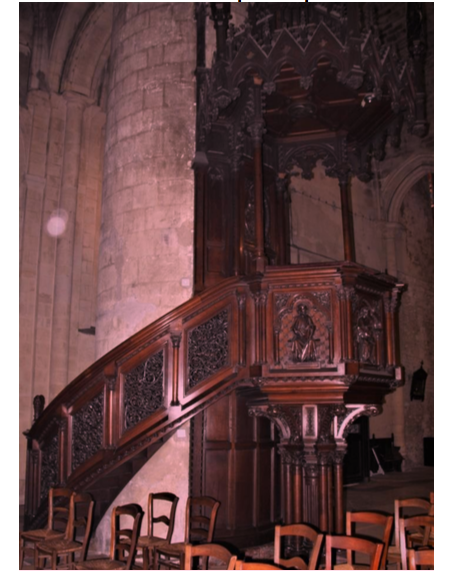
Chaire épiscopale de la basilique Saint-Seurin

L'église conserve également un siège épiscopal en parfait état, qui se trouve dans le chœur de la basilique.

### Le chœur et les stalles de Saint-Seurin
Le chœur abrite encore trente-deux des quarante-sept stalles datant de la fin du XVe siècle. Ces stalles étaient destinées au chapitre, lorsque les offices avaient lieu. Leurs miséricordes accueillent la représentation de saints, de prophètes et de scènes satiriques.

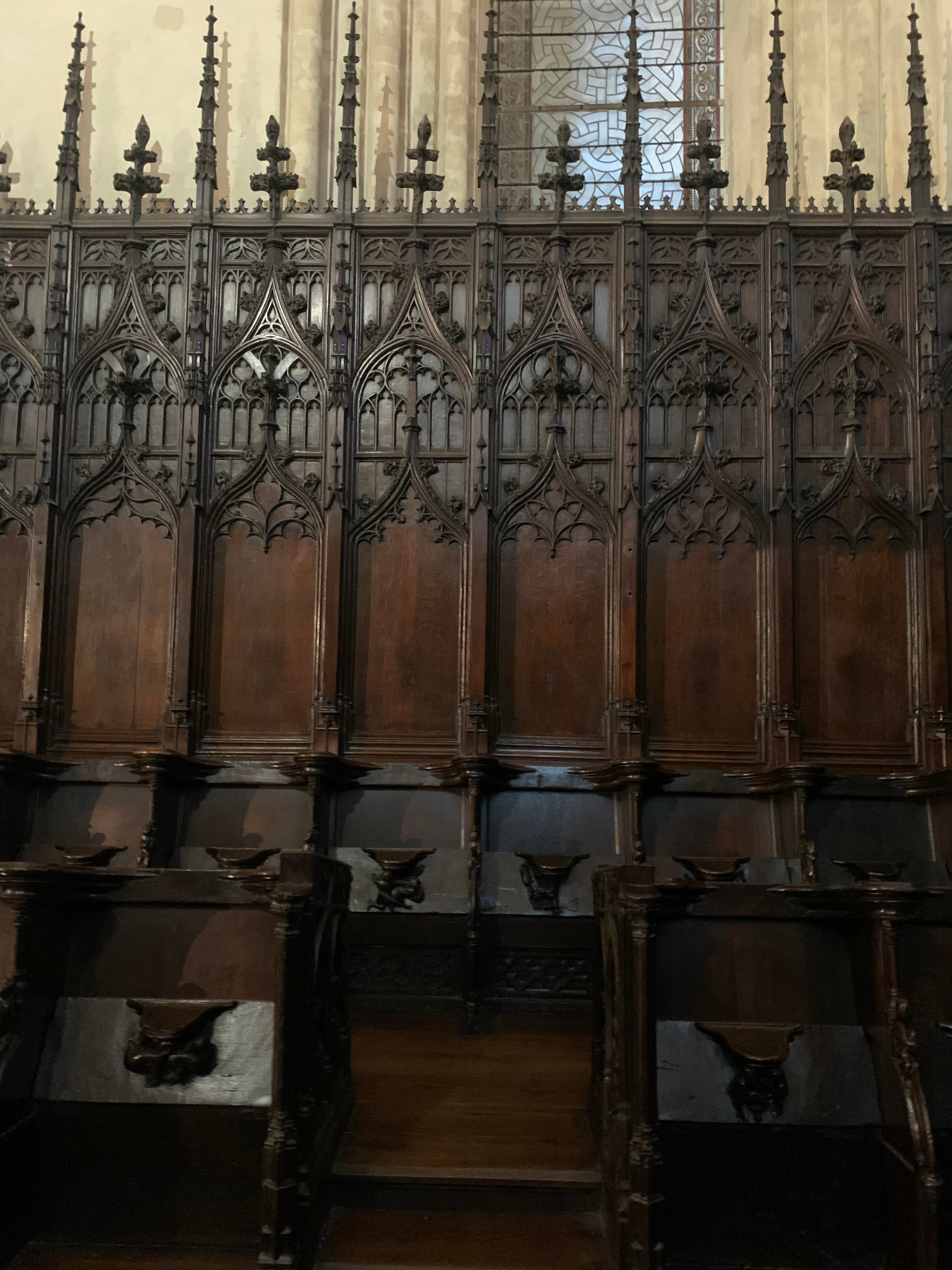
Rangée de sièges le long du chœur de la basilique.

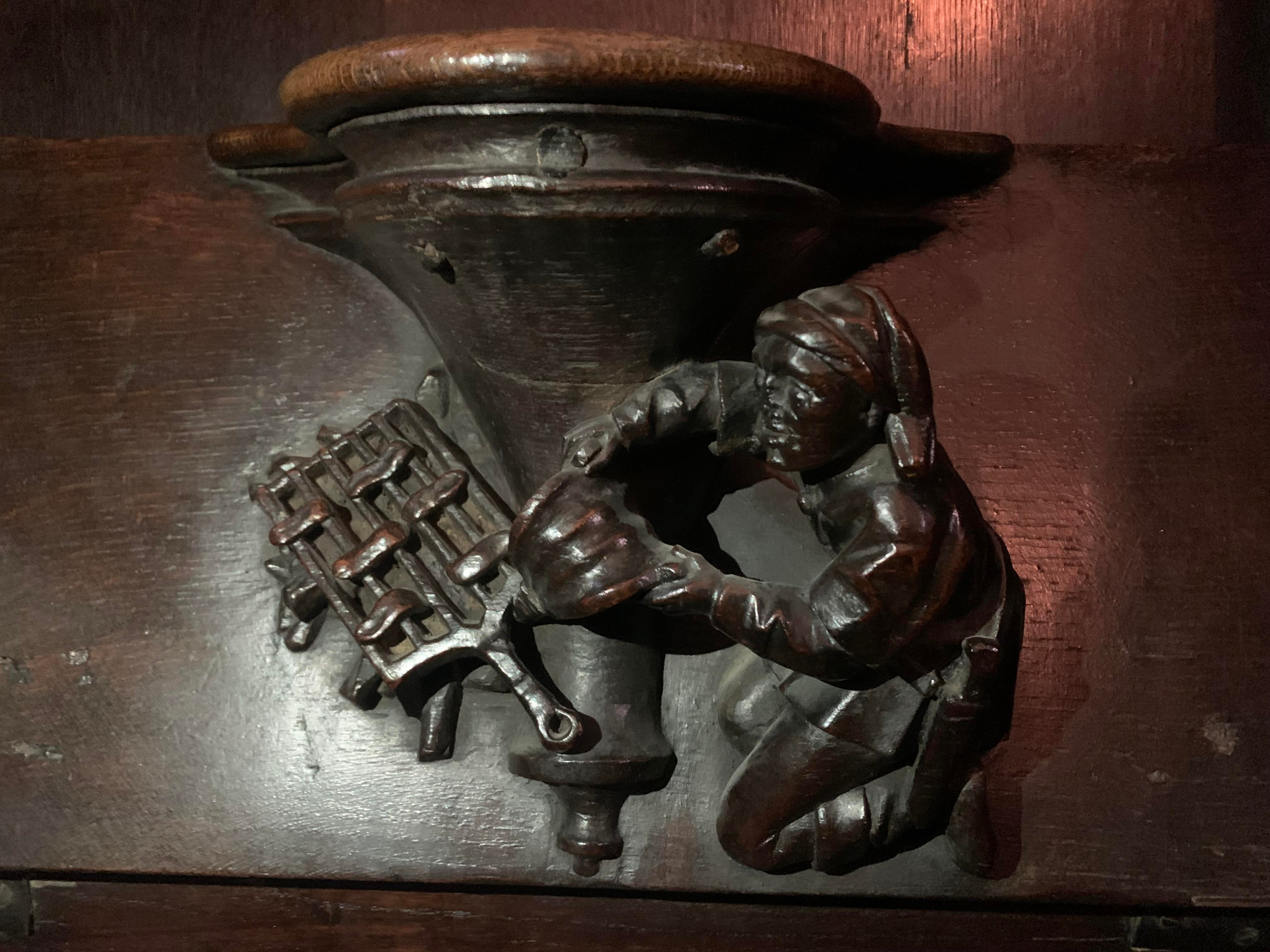
Il s'agit de l'une des trente-deux stalles encore conservées sur quarante-deux.

### Les statues de la basilique
La basilique Saint-Seurin conserve toujours plusieurs statues en très bon état. Celle de Notre-Dame de la Rose, par exemple, est en albâtre et date du XIVe siècle, de même que celle de saint Martial.

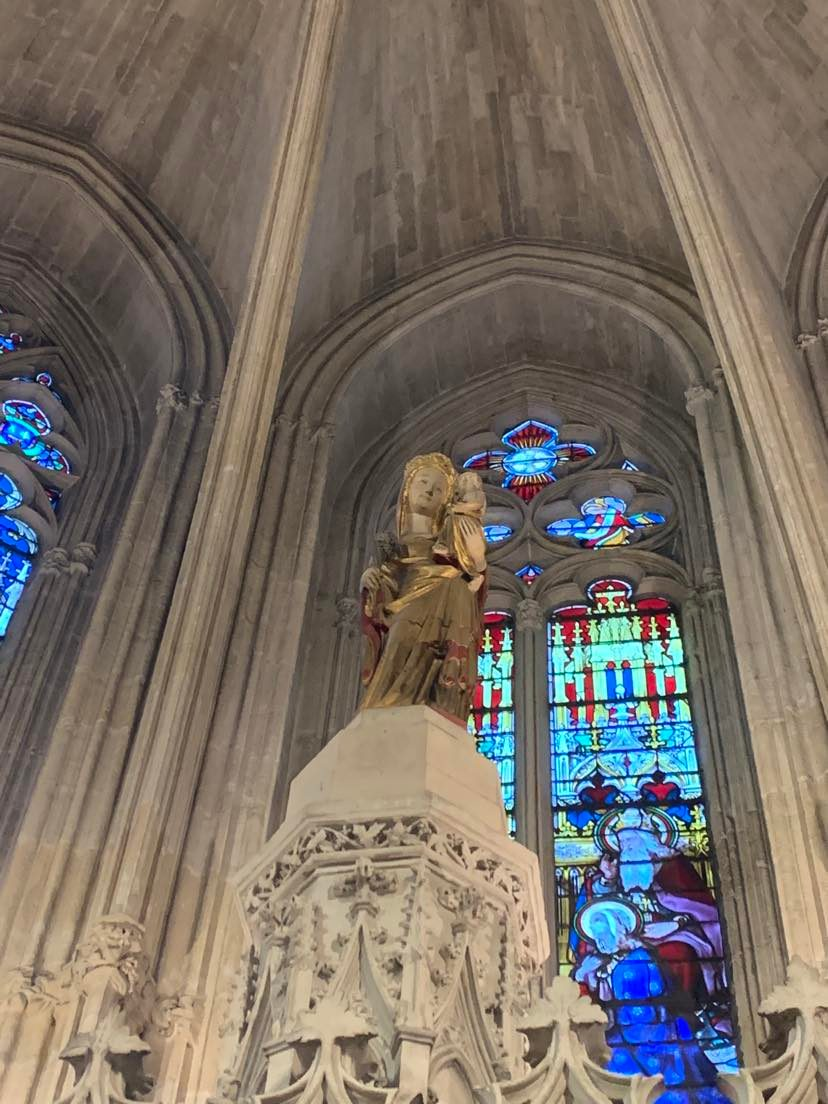
Statue de la Vierge Marie et de l'Enfant Jésus en albâtre, XIVe siècle

### Légende de l'Olifant de Roland et le tombeau de saint Seurin
L'église accueillait en son sein une relique très prestigieuse, aujourd'hui disparue, l'olifant de Roland, dont il a été fait mention précédemment. Roland était un preux chevalier mort à Roncevaux et enterré à Blaye. La tradition veut que le cor d'ivoire, aurait été déposé par l'empereur Charlemagne sur l'autel de Saint-Seurin. Encore présente au XVIIe siècle, la relique aurait disparu avant la Révolution.    
Le tombeau de saint Seurin est un lieu de culte depuis des siècles. L'autel de saint Seurin est cité dans la Chanson de Roland (XIe siècle) :     
« Sur l’autel du noble saint Seurin, On place le cor de Roland, rempli d’or et de mangon.

Les pèlerins qui vont là l’y voient encore. »

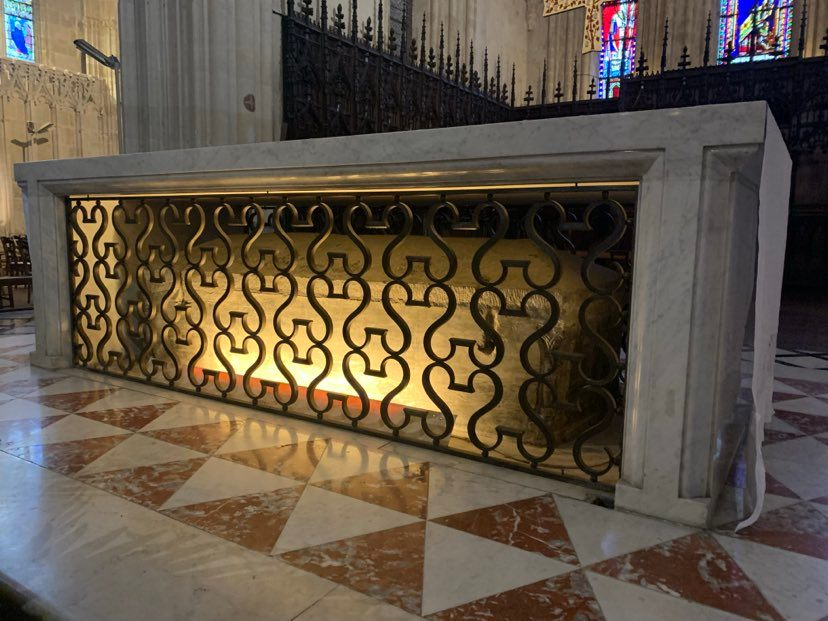
Tombeau de saint Seurin